# 真拿路·迪維基奧
真拿路·迪維基奧（Gennaro Delvecchio，1978年3月25日—）是一名意大利足球運動員，擔任中場，現時效力意甲球會卡坦尼亞。他在2005-06賽季才首次在意大利甲組聯賽踢球，當時效力萊切，之前他一直效力低組別球會，包括意大利乙組聯賽至意大利丁組聯賽。

## 外部連結
- （意大利文） Playing career of Del Vecchio (from ucsampdoria.it) （页面存档备份，存于）